# Ithycyphus goudoti
Espèce
Synonymes
- Herpetodryas goudoti Schlegel, 1837
- Ithycyphus caudolineatus Günther, 1873
- Stenophis longicaudus Boettger, 1896

Statut de conservation UICN

 LC  : Préoccupation mineure
Ithycyphus goudoti est une espèce de serpents de la famille des Lamprophiidae. 

## Répartition
Cette espèce est endémique de Madagascar.

## Étymologie
Cette espèce est nommée en l'honneur de Jules Prosper Goudot.

## Publication originale
- Schlegel, 1837 : Essai sur la physionomie des serpens, La Haye, J. Kips, J. HZ. et W. P. van Stockum, vol. 1 (texte intégral) et vol. 2 (texte intégral).